# Anaxyrus baxteri
Espèce
Synonymes
- Bufo hemiophrys baxteri Porter, 1968
- Bufo baxteri Porter, 1968

Répartition géographique
Statut de conservation UICN

 EW  : Éteint à l'état sauvage
Anaxyrus baxteri est une espèce d'amphibiens de la famille des Bufonidae.

## Répartition
Cette espèce était endémique du Wyoming. Elle ne se rencontrait plus qu'exclusivement dans le Mortenson Lake National Wildlife Refuge (en) autour du lac Mortenson. Relativement commune dans le bassin de la Laramie River au cours les années 1950, déclarée comme en danger par l'UICN dans les années 1970, elle était considérée comme perdue dans son milieu naturel dans les années 1980. Elle a été redécouverte en 1987 sur les rives du lac Mortenson. Depuis les années 1990, cette espèce n'est plus présente à l'état sauvage. Des programmes sont menés pour sauver l'espèce. Sa survie dépend de l'éradication du champignon Batrachochytrium dendrobatidis responsable de la chytridiomycose qui est responsable du déclin des populations d'amphibiens

## Cycle biologique
A. baxteri est un animal fouisseur qui creuse principalement dans des monticules de type Mima fermement compactés. Ces monticules ne sont probablement pas utilisés pour l'hibernation, qui se produit dans les dunes de sable végétalisées, d'octobre à février. Il se reproduit généralement de mai à juillet lorsque les températures diurnes atteignent environ 70 ° F. Les œufs sont pondus dans une masse gélatineuse et les larves se transforment généralement en 1 à 1,5 mois.

## Galerie

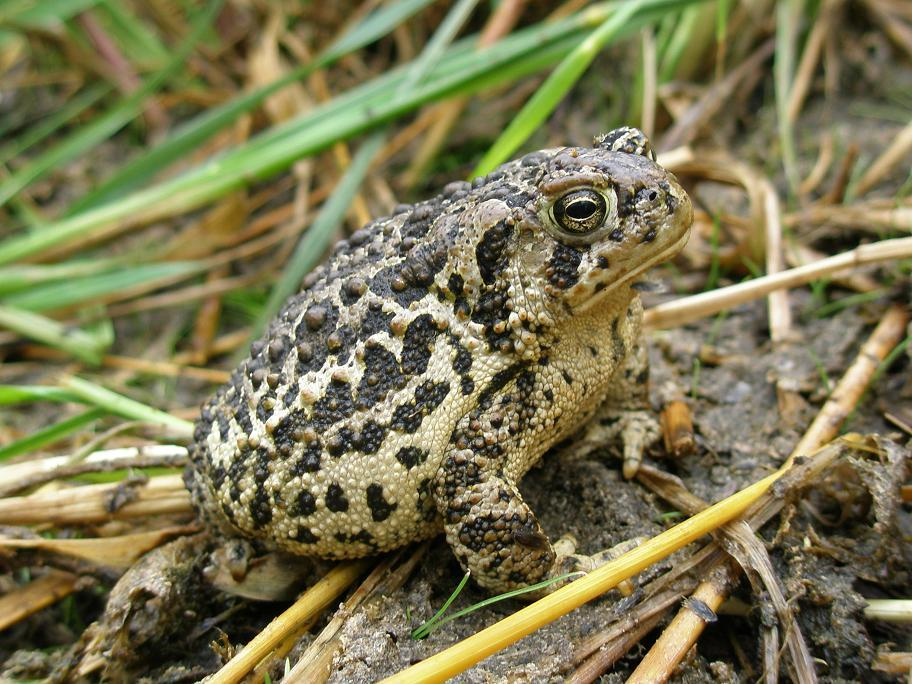
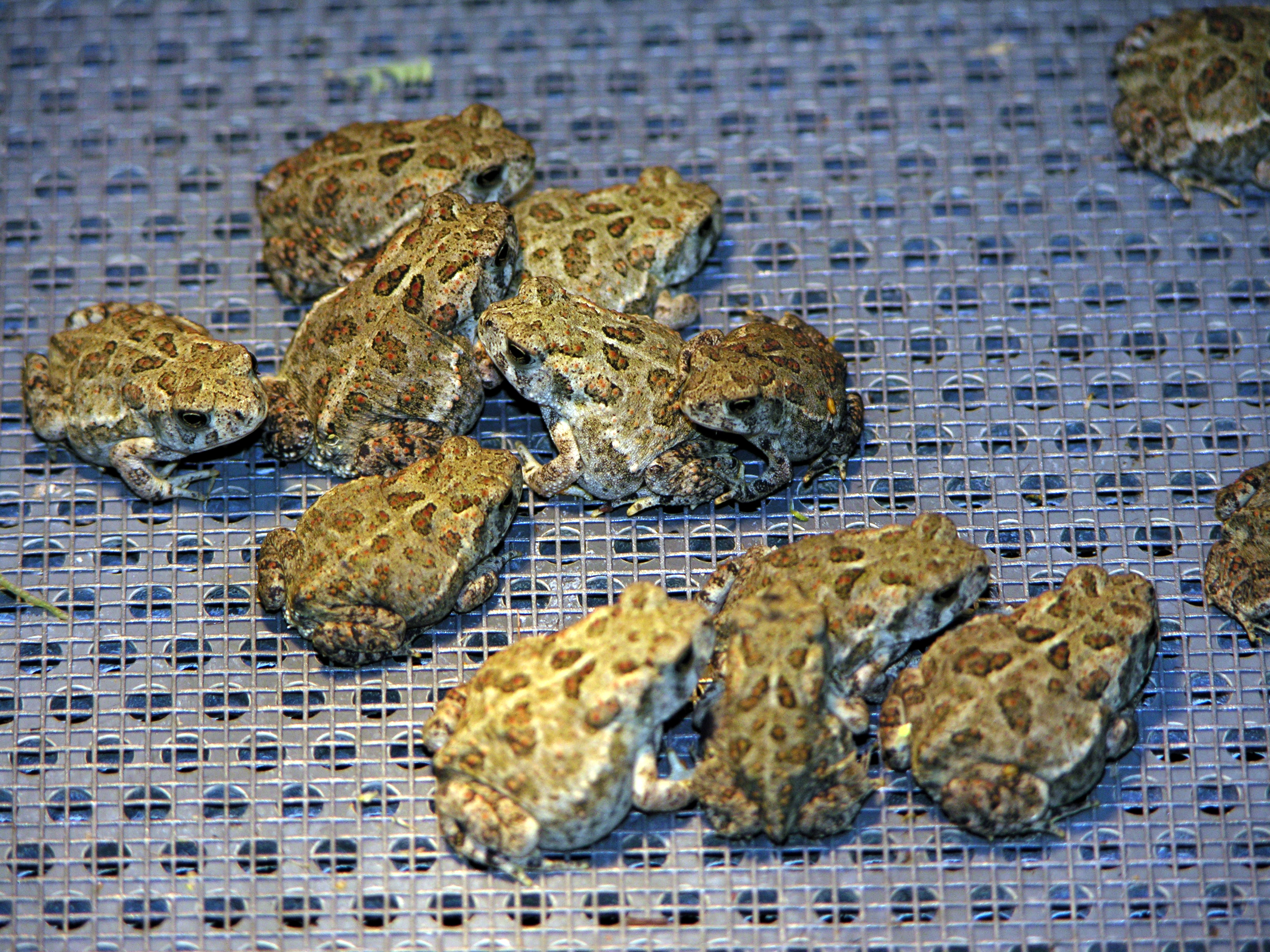
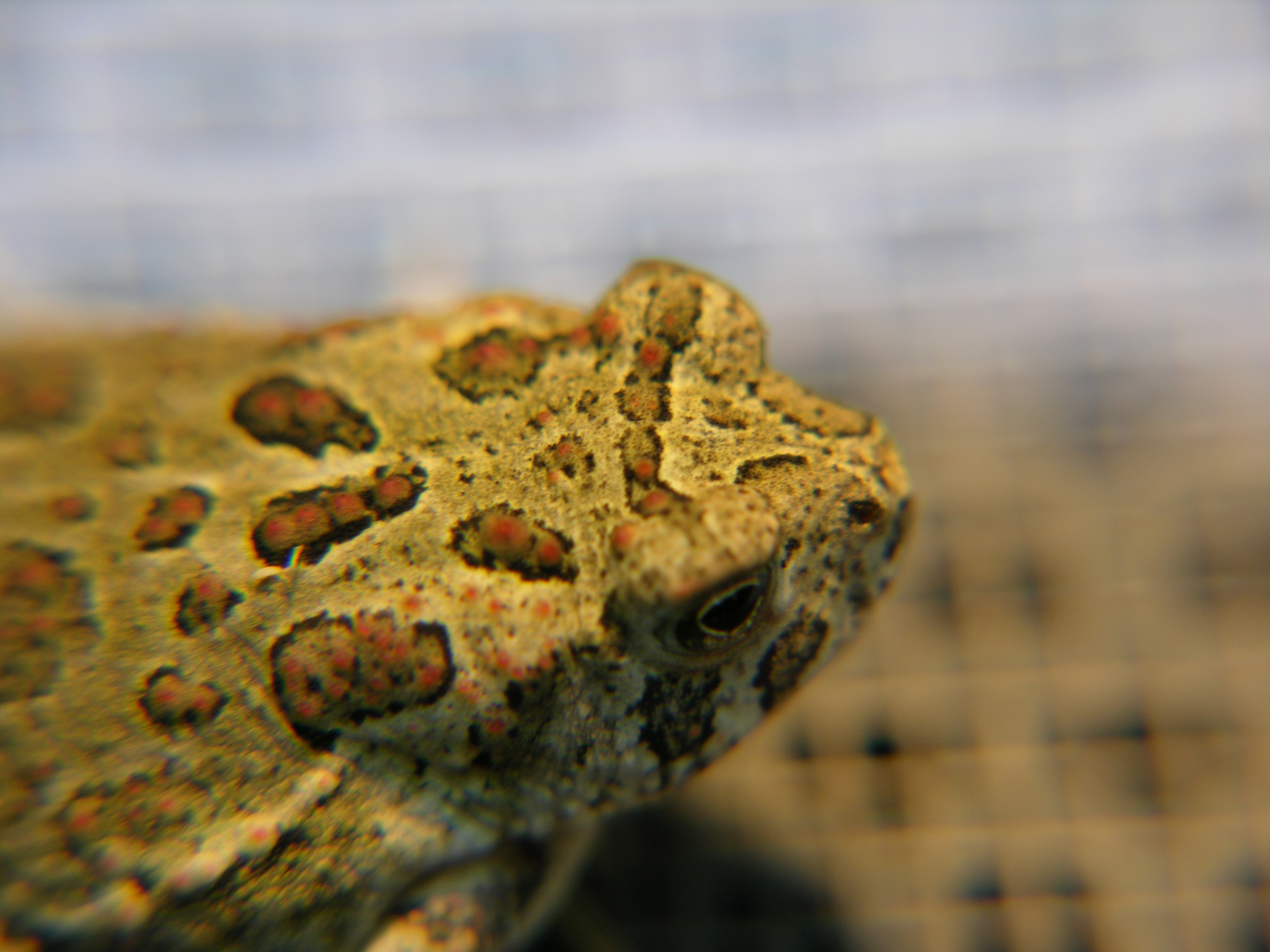
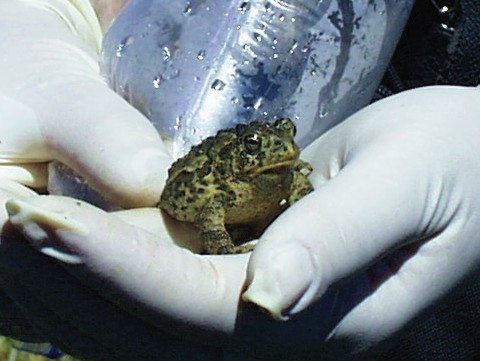

## Étymologie
Cette espèce est nommée en l'honneur de George T. Baxter, qui a découvert la population.

## Publication originale
- Porter, 1968 : Evolutionary Status of a Relict Population of Bufo hemiophrys Cope. Evolution, vol. 22, no 3, p. 583-594.